# Bundestagsauflösung 2005
Bundestagsauflösung 2005 (auch Vertrauensfrage II) bezeichnet das Urteil des Bundesverfassungsgerichts, das die Auflösung des Parlaments und die Anordnung von Neuwahlen infolge der Vertrauensfrage von Bundeskanzler Gerhard Schröder bestätigt. Maßstab sei vor allem der Zweck des Art. 68 Grundgesetz, ihm widerspreche eine auflösungsgerichtete Vertrauensfrage nicht. Der Einschätzung des Bundeskanzlers, er könne bei den bestehenden Kräfteverhältnissen künftig keine vom Vertrauen der Parlamentsmehrheit getragene Politik mehr verfolgen, sei „keine andere Einschätzung eindeutig vorzuziehen“ (Köhler-Formel).
Die Entscheidung entwickelt die Rechtsprechungsgrundsätze zur Prüfung einer solchen Vertrauensfrage aus dem Jahre 1983 fort (Vertrauensfrage).

## Kernaussagen
Die Entscheidung ist ein Meilenstein in der Gerichtspraxis der richterlichen Selbstbeschränkung und entwickelt die bisherige Rechtsprechung in zwei wesentlichen Punkten fort:
- Echte und unechte Vertrauensfragen werden im Ergebnis gleichgestellt. Eine auflösungsgerichtete Vertrauensfrage des Kanzlers sei nach der Verfassung nicht unzulässig, vielmehr gehöre sie zum Instrumentarium zur Beseitigung politischer Krisen und Instabilitäten, neben dem konstruktiven Misstrauensvotum, der Minderheitsregierung, der nicht-auflösungsgerichteten Vertrauensfrage und dem Kanzlerrücktritt. Für politische Organe ist jeder Weg systemkonformer Stabilisierung erlaubt. Insbesondere dürfe der Kanzler mit einer auflösungsgerichteten Vertrauensfrage einer weiteren Zuspitzung politischer Instabilitäten und Krisen zuvorkommen.
- Die Prüfungsdichte durch das Verfassungsgericht bei so angeordneten Neuwahlen ist reduziert und bemisst sich in erster Linie anhand der Rollen- und Machtverteilung sowie der Reihenfolge der handelnden Verfassungsorgane: Kanzler, Parlament, Präsident, Verfassungsgericht und erst in zweiter Linie anhand des o. a. Krisen-Instrumentariums. Entscheidet sich ein Kanzler für einen bestimmten Weg der politischen Stabilisierung, könne nicht verlangt werden, er solle zum Zwecke der Krisendeeskalation unerwähnte und gar verborgene Umstände offenlegen, damit seine und nachgeschaltete Entscheidungen durch inhaltliche Rechtskontrolle überprüft werden. Die Verfassung gebiete keine Verrechtlichung der Politik. Er dürfe politische Entscheidungen auf solche Umstände stützen, auch den Vorschlag der Parlamentsauflösung nach Art. 68 GG. Das Gericht führt dann eine nur eingeschränkte materielle Prüfung nach der Köhler-Formel durch.

Das Gericht stellt klar, dass damit keineswegs ein unerlaubtes Plebiszit für die Regierung erreichbar werde, um ihre Politik zu akklamieren. Denn das Themenspektrum eines Wahlkampfes sei von ihr nicht steuerbar, auch nicht aus welchen Motiven das Volk zu einem bestimmten Votum gelangen wird. Allenfalls wäre dies der Fall bei einer monothematischen Fokussierung aller politischen Kräfte, so dass sich die Bundestagswahl auf eine einzelne bestimmte Sachfrage beziehe. Dies sei 2005 jedoch nicht der Fall.

## Detailaussagen
Der Entscheidung liegen folgende Detailaussagen zu Grunde:
- Das Grundgesetz erstrebt mit Art. 63, Art. 67 und Art. 68 eine handlungsfähige Regierung. Handlungsfähigkeit bedeutet nicht nur, dass der Kanzler die Politik bestimmt und dafür die Verantwortung trägt, sondern hierfür auch eine Mehrheit der Abgeordneten des Deutschen Bundestages hinter sich weiß. Ob der Kanzler über eine verlässliche parlamentarische Mehrheit verfügt, kann von außen nur teilweise beurteilt werden. Aus den parlamentarischen und politischen Arbeitsbedingungen kann sich ergeben, dass verborgen bleibt, wie sich das Verhältnis des Bundeskanzlers zu den seine Politik tragenden Fraktionen entwickelt.
- Die Entstehungsgeschichte des Art. 68 GG bestätigt, dass die auflösungsgerichtete Vertrauensfrage nur dann gerechtfertigt sein soll, wenn die Handlungsfähigkeit einer parlamentarisch verankerten Bundesregierung verloren gegangen ist. Gemessen am Sinn des Art. 68 GG ist es nicht zweckwidrig, wenn ein Kanzler, dem Niederlagen im Parlament erst bei künftigen Abstimmungen drohen, bereits eine auflösungsgerichtete Vertrauensfrage stellt. Denn die Handlungsfähigkeit geht auch dann verloren, wenn der Kanzler zur Vermeidung offenen Zustimmungsverlusts im Bundestag gezwungen ist, von wesentlichen Inhalten seines politischen Konzepts abzurücken.

- Das Gericht prüft die zweckgerechte Anwendung des Art. 68 GG durch Kanzler und Präsident nur in dem von der Verfassung vorgesehenen eingeschränkten Umfang. Die auflösungsgerichtete Vertrauensfrage ist nur dann verfassungsgemäß, wenn sie nicht nur den formellen Anforderungen, sondern auch dem Zweck des Art. 68 GG entspricht.
  - Die Beurteilung des zweckgemäßen Gebrauchs der auflösungsgerichteten Vertrauensfrage hängt maßgeblich davon ab, ob eine Regierung politisch noch handlungsfähig ist, also welche Ziele sie verfolgt und mit welchen Widerständen sie aus dem parlamentarischen Raum zu rechnen hat. Derartige Einschätzungen haben Prognosecharakter und sind an höchstpersönliche Wahrnehmungen und abwägende Lagebeurteilungen des Kanzlers gebunden. Eine Erosion und der nicht offen gezeigte Verlust des Vertrauens lassen sich nicht in einem Gerichtsverfahren darstellen und feststellen. Was im politischen Prozess in legitimer Weise nicht offen ausgetragen wird, muss auch gegenüber anderen Verfassungsorganen nicht vollständig offenbart werden. Die Einschätzung des Bundeskanzlers, er sei für seine künftige Politik nicht mehr ausreichend handlungsfähig, ist durch das Bundesverfassungsgericht nicht überprüfbar und nicht den üblichen prozessualen Erkenntnismitteln zugänglich.
  - Das Grundgesetz hat die Entscheidung über die Auflösung des Bundestages auf drei Verfassungsorgane verteilt und diesen dabei jeweils eigene Verantwortungsbereiche zugewiesen. Der Bundeskanzler, der Bundestag und der Bundespräsident haben es in einer Verantwortungskette jeweils in der Hand, die Auflösung nach ihrer freien politischen Einschätzung zu verhindern. Wegen des dreistufigen Entscheidungsprozesses sind die Überprüfungsmöglichkeiten des Bundesverfassungsgerichts stark reduziert. Das Grundgesetz vertraut insoweit in erster Linie auf das in Art. 68 GG angelegte System der gegenseitigen politischen Kontrolle und des politischen Ausgleichs zwischen den Verfassungsorganen.
  - Auch wenn ein drohender Verlust politischer Handlungsfähigkeit am sachnächsten vom Bundeskanzler selbst beurteilt werden kann, hat das Bundesverfassungsgericht zu prüfen, ob die Grenzen seines Einschätzungsspielraums eingehalten sind. Die allgemeine politische Lage sowie einzelne Umstände müssen dabei allerdings nicht zwingend zur Einschätzung des Kanzlers führen, sondern sie lediglich plausibel erscheinen lassen. Bei der Rechtsprüfung ist zu fragen, ob eine andere Einschätzung der politischen Lage eindeutig vorzuziehen ist.

## Sondervotum der Richterin Lübbe-Wolff
Die Richterin Gertrude Lübbe-Wolff stimmt der Entscheidung im Ergebnis zu, wendet sich aber gegen die Auslegung des Art. 68 GG, mit der das Gericht eine bloße Kontrollfassade aufgebaut habe. Es sei der Wissenschaftsauffassung einer formalen Verfassungsinterpretation nicht weit genug gefolgt:
Die Vertrauensfrage sei keine Wissensfrage, die jeder beantworten oder gar dies prüfen könnte. Der Bundeskanzler, der die Vertrauensfrage stellt, frage nicht nach dem Wissen, sondern nach dem Willen des Parlaments, ihn und sein politisches Programm im künftigen Abstimmungsverhalten zu unterstützen (performative Willensbekundung). Die Vertrauensfrage könne daher nur vom Parlament selbst beantwortet werden.
Das 1983 eingeführte ungeschriebene materielle Tatbestandsmerkmal von Art. 68 GG laufe dagegen darauf hinaus, dass das Votum des Bundestages zur Überprüfung durch den Bundespräsidenten und das Gericht gestellt wird. Diese Rolle stehe dem Bundesverfassungsgericht nicht zu. Vielmehr sei in einer Demokratie die einzig statthafte Methode, den Willen des Parlaments festzustellen, ein Mehrheitsbeschluss des Parlaments und sonst nichts.
Das Defizit dieser Auslegung sei durch den Einschätzungsspielraum des Bundeskanzlers nicht behoben. Tatsächlich habe das Gericht den Einschätzungsspielraum so großzügig bemessen, dass es praktisch nicht mehr in die Lage kommen könne, die Kanzlerprognose zu korrigieren. Es verlange zwar eine materielle Beeinträchtigung der Handlungsfähigkeit der Regierung, gestatte aber die Berufung auf eine vor Gericht nicht darstellbare „verdeckte Minderheitslage“. Ein Tatbestandsmerkmal, das man mit dem Verweis auf Verborgenes belegen könne, führe nur noch eine juristische Scheinexistenz.
Dieses materielle Tatbestandsmerkmal sei 1983 ohne Not vom Verfassungsgericht eingeführt und schon damals nicht ernsthaft angewandt worden. Gegen die Umgehung dieser materiellen Merkmale habe das Gericht nichts aufzubieten und installiere ein strukturelles Vollzugsdefizit. Eine materielle Auslegung von Art. 68 GG erzeuge vielmehr systematisch den Eindruck verfassungswidriger Inszenierung durch den Kanzler. Den Stabilitätsinteressen, auf die das Gericht sich für diese Auslegung berufe, sei das abträglicher als jede vorgezogene Neuwahl.
Das Gericht hätte solch unnötige Anforderungen aufgeben sollen.

## Sondervotum des Richters Jentsch
Nach Überzeugung des Richters Hans-Joachim Jentsch hätte den Anträgen stattgegeben werden müssen. Er beruft sich auf eine andere Auffassung in der Rechtswissenschaft. Den vom Bundeskanzler vorgetragenen Gründen lasse sich Handlungsunfähigkeit und damit eine materielle Auflösungslage nicht entnehmen. Das Grundgesetz kennt das konstruktive Misstrauensvotum, kenne aber kein „konstruiertes Misstrauen“ des Kanzlers gegenüber dem Parlament. Schließlich schwäche die Auffassung der Senatsmehrheit die Stellung des Deutschen Bundestages:
Für das verfassungsrechtlich allein relevante Argument, eine stetige und verlässliche Mehrheit stehe dem Kanzler nicht mehr zur Verfügung, gebe es keine sichtbar gewordenen oder nachprüfbaren Anhaltspunkte. Die Auffassung der Senatsmehrheit beruhe auf einem Abgehen von den zutreffenden Maßstäben der Entscheidung 1983, ohne dies kenntlich zu machen.
Würde man dem Bundeskanzler unter Hinweis auf seine Einschätzungsprärogative zugestehen, auch in Situationen wie der vorliegenden die Vertrauensfrage zu stellen, so käme dies dem parlamentarischen Selbstauflösungsrecht sehr nahe. Diesen Weg kennt das Grundgesetz aber aus guten Gründen und im Interesse der Stabilität des politischen Systems nicht. Ein solch weiter Entscheidungsspielraum des Bundeskanzlers gäbe die materiellen Voraussetzungen preis, die das Bundesverfassungsgericht als ungeschriebenes Tatbestandsmerkmal des Art. 68 Abs. 1 Satz 1 GG festgestellt hat. Er entziehe Bundespräsident und Verfassungsgericht jegliche Beurteilungsgrundlage, wenn allein die Lagebeurteilung des Kanzlers maßgeblich ist.
Die hier vorliegende Instrumentalisierung der Vertrauensfrage schwäche die Stellung des Parlaments. Sie beinhalte die Vorstellung, dass die gewählten Abgeordneten des Deutschen Bundestages nicht (mehr) geeignet sind, den Willen des Volkes abzubilden. Zur Rückkopplung der Regierungspolitik müsse daher das Volk selbst befragt werden. Mit der Ausgestaltung der repräsentativen Demokratie in der Verfassung und dem Auftrag des Abgeordneten sei dies nicht vereinbar. Die Senatsmehrheit erlaube einem Bundeskanzler, über eine „unechte Vertrauensfrage“ Neuwahlen herbeizuführen, wenn er die akklamatorische Bestätigung seiner Politik für erforderlich hält, um parteiinterne Widerstände zu überwinden.